# Асоціація кримськотатарських художників
Сімферопольська асоціація кримськотатарських художників (кримськотат. Aqmescit qırımtatar ressamlarınıñ assotsiatsiyası, Акмесджит к'иримтатар рессамларинин' ассоціаціяси) є творчою, національно-культурною, громадською організацією, що об'єднує професійних художників — живописців, скульпторів, графіків, художників декоративно-прикладного мистецтва, дизайнерів, художників театру і кіно, мистецтвознавців. Діяльність асоціації спрямована на відродження і розвиток національного кримськотатарського образотворчого мистецтва.

## Історія створення
Ідея створення Сімферопольської Асоціації кримськотатарських художників, одним із завдань якої було створення соціальних умов для вільного розвитку творчості художників, виникла після першої Всесоюзної художньої виставки кримськотатарських художників, що пройшла в Криму в березні-квітні 1990 року у Сімферополі, однак на той період багато учасників виставки проживали ще в різних республіках СРСР. У 1991 році після розпаду СРСР більша частина художників, які проживали в різних Республіках Союзу, повернулися на історичну Батьківщину в Крим. У липні 1992 року в місті Сімферополі відбулися установчі Збори кримськотатарських художників, на якому було прийнято рішення про створення творчої громадської організації — Асоціація кримськотатарських художників. На них головою асоціації одноголосно був обраний художник Ізетов Енвер Сейтхалілович, якому зборами було доручено підготувати відповідну документацію для юридичної реєстрації організації. 28 жовтня 1992, на чергових Зборах Асоціації кримськотатарських художників був розглянутий і прийнятий Статут асоціації, а також обрані керівні органи. Заяву на реєстрацію в Сімферопольський міськвиконком було подано за підписом художників Ізетова Е. С., Алієва А. Е., Чурлу М. Ю. відповідно до Закону України «Про об'єднання громадян», який регламентує подачу заяв від імені трьох громадян. [25 грудня 1992 Рішенням Сімферопольського міськвиконкому за номером 1466 зареєстрований Статут громадської організації «Сімферопольська Асоціація кримськотатарських художників» і занесений в реєстрі громадських організацій під реєстраційним номером 33.

## Цілі і завдання Асоціації
Основними цілями і завданнями асоціації є відродження і розвиток образотворчого мистецтва кримських татар. Зміцнення культурних і духовних зв'язків між народами Криму, СНД та зарубіжних країн. Створення соціальних умов для вільного розвитку творчості художників, захисту їх професійних інтересів, творчої свободи, інтелектуальної власності. Підвищення професійної майстерності та розвиток творчої діяльності митців у різних областях образотворчого мистецтва. Відродження народних промислів, створення та розвиток системи спеціалізованих і галузевих художньо виробничих організацій з випуску сувенірної продукції, виробів культурно-побутового призначення. Виявлення талановитої молоді, надання їй допомоги в освоєнні навичок художньої майстерності, отриманні необхідних професійних і мистецтвознавчих знань, організацій курсів з навчання усіма видами образотворчого мистецтва. Захист авторських прав членів Асоціації, збереження та вивчення художньої спадщини.

## Структура і керівництво Асоціації
Вищим органом асоціації є Збори її членів, які скликаються не рідше 2-х разів на рік. Збори Асоціації намічають основні напрямки діяльності, обирають Правління та ревізійну комісію. Затверджують план роботи і заслуховують звіти Правління та ревізійної комісії. У період між зборами керівництво діяльністю Асоціації здійснює Правління, до компетенції якого входить: виконання рішень зборів. Правління обирає зі свого складу Голову, заступника, секретаря. Розглядає питання прийому і виключення з числа членів Асоціації. Поточною діяльністю Асоціації керує голова правління, який організовує виконання рішень правління і поточне керівництво роботи Асоціації. У разі неможливості виконання головою своїх обов'язків / через хворобу, при вибутті у відрядження або через які-небудь інші причини / його функції бере на себе заступник голови. Ревізійна комісія Асоціації здійснює контроль щодо дотримання вимог Статуту Асоціації, за фінансово-господарською діяльністю, за своєчасним і правильним розглядом заяв і скарг членів Асоціації.
Керівництво Асоціацією за період 1992—2001 років здійснював голова Асоціації Е. Ізетов, в період його від'їзду в Узбекистан (1994) Асоціацію очолювали І. Шейх-Заде, Ф. Асанова, М. Чурлу. З 2001 року Асоціацією кримськотатарських художників керує І. Нафєєв.
Юридична адреса Сімферопольської асоціації кримськотатарських художників: 95011, м.Сімферополь, вул. Самокиша, 8. Автономна Республіка Крим.

## Діяльність Асоціації
За період з моменту реєстрації по сьогоднішній день Асоціацією проведено більше 200 художніх виставок, в тому числі і персональних виставок як в Криму та і за його межами, в тому числі за кордоном України. А також Всеукраїнські та Кримські конкурси-виставки дитячого малюнка, спрямованих на виявлення молодих талантів. Асоціація реалізувала ряд проектів з відродження кримськотатарських народних ремесел. Провівши навчання традиційним видам ткацтва (килим і вишивка), підготувавши групу майстринь з кримських сіл і міст.
У 1993-1996 роках при Асоціації функціонувала Кримськотатарська картинна галерея з штатними розкладом з двох співробітників — Е.Черкезовою, Ф. Асановою. Формування фондів галереї та її виставкова діяльність проходила під керівництвом Асоціації. Важливою подією в етапі становлення національної галереї в 1993 році стало: — підписаний тристоронній Договір між Асоціацією кримськотатарських художників (голова Ізета Е. С.), Державним комітетом у справах національностей і депортованих громадян Автономної Республіки Крим (голова Джемілєв Р. І.), Сімферопольським художнім музеєм (директор Д'яченко Н. Д.). За даним Договором кожна із сторін брала на себе обов'язки: Державний комітет у справах національностей і депортованих громадян гарантував — фінансування на придбання нових експонатів для поповнення фондів галереї, Сімферопольський художній музей гарантував — збереження експонатів і виділення приміщення для зберігання експонатів, Асоціація кримськотатарських художників — гарантувала формування фондів та популяризацію нових творів образотворчого мистецтва у виставковій діяльності. Даний крок став першим етапом на шляху становлення картинної галереї від громадської організації в державну установу культури у відомстві міністерства культури АР Крим. У липні 1996 року Кримськотатарська національна галерея передана в Республіканську кримськотатарську бібліотеку ім. І. Гаспринського на правах відділу в структурі міністерства культури АР Крим і перейменований в Музей образотворчого мистецтва кримських татар. У 1999 році Музей кримськотатарського мистецтва набув юридичний статус, ставши окремою установою культури. У 2000 році музей перейменований в Республіканський кримськотатарський музей мистецтв і знаходиться в структурі Міністерства культури АР Крим.
Щорічно до Дня скорботи, який відзначається 18 травня, в Кримському Будинку художника НСХ України, проводиться виставка творів кримськотатарських художників — присвячені в пам'ять жертв депортації. Асоціація кримськотатарських художників у співпраці з організаціями в Автономній Республіці Крим, на постійній основі, проводить творчі зустрічі та виставки з популяризації кримськотатарського народного декоративно-прикладного та образотворчого мистецтва.
За творчу і громадську діяльність ряд членів Асоціації були удостоєні державних нагород України та Автономної Республіки Крим, у тому числі художники:
- Аблаєв Іззет Джемільович — Заслужений художник АР Крим
- Алієв Айдер Енверович — Заслужений художник України та АР Крим, лауреат Національної премії України ім. Т.Шевченка та премії Верховної Ради АРК
- Галімов Асан Енверович — Заслужений художник АР Крим
- Ізетов Енвер Сейтхалілович — Заслужений діяч мистецтв АР Крим
- Нафєєв Ірфан Аметович — Заслужений художник АР Крим
- Нетовкін Рамиз Андрійович — Заслужений художник АР Крим
- Мемедляєв Халіл — Заслужений художник АР Крим
- Трасінова Зарема Абдурахманова — Заслужений художник АР Крим
- Усеїнов Рамзан Еннанович — Заслужений художник України та АР Крим
- Чурлу Мамут Юсуфофич — Заслужений художник України
- Емінов Рустем Кязимович — Заслужений художник АР Крим, Лауреат премії Верховної Ради АРК
- Якубов Нурі Фахрієвич — Заслужений художник АР Крим